# Contarii
Die Contarii (Singular: Contarius) waren Reiter der römischen Auxiliartruppen, die mit einer 3–4 m langen Lanze, dem Contus, bewaffnet waren. 
Die Contarii hielten die Lanze quer über dem Widerrist des Pferdes in beiden Händen, wobei sie nicht mit einem Schild geschützt waren. Sie trugen zunächst keine schweren Rüstungen, bildeten aber wohl einen Schritt in der Entwicklung zur gepanzerten Reiterei (Kataphrakten).
Bei der Verfolgung fliehender gegnerischer Infanterie wurde die Stosslanze beidhändig an einer Seite des Pferdes gehalten. Dem fliehenden Feind wurde dabei in die Kniekehlen bzw. Waden gestochen, um ihn an der weiteren Flucht zu hindern. Auf Reliefs ist zu sehen, dass die Reiter dabei keinen Schild bei sich hatten.
Etwa seit trajanischer Zeit gab es eigene Einheiten der Contarii, etwa die Ala I Ulpia Contariorum.